# Prays acmonias
Prays acmonias là một loài bướm đêm thuộc họ Yponomeutidae. Nó được tìm thấy ở Pakistan.
Ấu trùng ăn các loài Viburnum.